# Valentina Sassi
Valentina Sassi (Seravezza, 12 luglio 1980) è un'ex tennista e allenatrice di tennis italiana.

## Biografia
Nata a Seravezza, destrimane, ha impugnato per la prima volta una racchetta a sei anni. Ha fatto il suo debutto in un tabellone principale del WTA Tour agli Open di Madrid nel 2001, dopo aver superato le qualificazioni. Nello stesso anno ha vinto la medaglia di bronzo nel doppio per l'Italia ai Giochi del Mediterraneo. 
In singolare è stata capace di raggiungere la posizione numero 144 del ranking mondiale. Ha vinto sei titoli in singolare e sette in doppio nel circuito femminile ITF. Ha disputato i tabelloni principali di Roland Garros, Wimbledon, Australian Open e Internazionali di Roma. Nel 2004 ha vinto i Campionati italiani assoluti.
In doppio ha giocato con importanti partner come Jelena Jankovic, Jelena Dokic, Miroslava Vavrinec, Kim Clijsters e Daniela Hantuchova.
Si è ritirata nel 2008 e nello stesso anno si è trasferita negli USA per diventare coach. Entrata nello staff dell'accademia di tennis di Rick Macci, ha avuto modo di seguire Maria Sharapova. Dal 2020 è Istruttore della Federazione Italiana Tennis USPTA. Dirige una scuola di tennis anche in Italia, a Castelnuovo Magra. 

## Vita privata
Ha due figlie, le tenniste Asia Sundas e Sofia Sundas.